# Campeonato Catarinense de Futsal Feminino
O Campeonato Catarinense de Futsal Feminino é uma competição realizada por clubes de futebol de salão do estado de Santa Catarina desde 1992, organizado pela Federação Catarinense de Futebol de Salão (FCFS).

## Campeões
| Edição | Ano           | Campeão                      | Vice                 |
| ------ | ------------- | ---------------------------- | -------------------- |
| 1ª     | 1992 Detalhes | Soc. S Ten. Sgt. de Blumenau | Soc. Amigos da Lagoa |
| 2ª     | 1993 Detalhes | Soc. Amigos da Lagoa         | AA Amazonas          |
| 3ª     | 1994 Detalhes | AA Amazonas                  | A Esportiva SAL      |
| 4ª     | 1995 Detalhes | AA Amazonas                  | A Esportiva SAL      |
| 5ª     | 1996 Detalhes | AA Amazonas                  | A Esportiva SAL      |
| 6ª     | 1997 Detalhes | AA Amazonas                  | ADRC Seara           |
| 7ª     | 1998 Detalhes | ADRC Seara                   | AA Lauro R. Zimmer   |
| 8ª     | 1999 Detalhes | GE Floresta                  | Popiolski FC         |
| —      | 2000 Detalhes | Não disputado                | Não disputado        |
| 9ª     | 2001 Detalhes | Popiolski FC                 | APROFUCRI/UNESC      |
| 10ª    | 2002 Detalhes | Popiolski FC                 | APROFUCRI/UNESC      |
| 11ª    | 2003 Detalhes | Popiolski FC                 | AE Juventude         |
| 12ª    | 2004 Detalhes | SE Kindermann                | APROFUCRI/UNESC      |
| 13ª    | 2005 Detalhes | SE Kindermann                | APROFUCRI/UNESC      |
| 14ª    | 2006 Detalhes | SE Kindermann                | APROFUCRI/UNESC      |
| 15ª    | 2007 Detalhes | SE Kindermann                | Unochapecó/Female    |
| 16ª    | 2008 Detalhes | SE Kindermann                | Unochapecó/Female    |
| 17ª    | 2009 Detalhes | Unochapecó/Female            | APROFUCRI/UNESC      |
| 18ª    | 2010 Detalhes | Unochapecó/Female            | APROFUCRI/UNESC      |
| 19ª    | 2011 Detalhes | Unochapecó/Female            | SE Kindermann        |
| 20ª    | 2012 Detalhes | Barateiro                    | Unochapecó/Female    |
| 21ª    | 2013 Detalhes | Unochapecó/Female            | SE Kindermann        |
| 22ª    | 2014 Detalhes | Barateiro                    | Unochapecó/Female    |
| 23ª    | 2015 Detalhes | Barateiro                    | Unochapecó/Female    |
| 24ª    | 2016 Detalhes | Barateiro                    | Female               |
| 25ª    | 2017 Detalhes | Unochapecó/Female            | Leoas da Serra       |
| 26ª    | 2018 Detalhes | Leoas da Serra               | Unochapecó/Female    |
| 27ª    | 2019 Detalhes | Leoas da Serra               | Unochapecó/Female    |
| 28ª    | 2020 Detalhes | Leoas da Serra               | Female               |
| 29ª    | 2021 Detalhes | Leoas da Serra               | Female               |
| 30ª    | 2022 Detalhes | Leoas da Serra               | Female               |
| 31ª    | 2023 Detalhes | Female                       | Leoas da Serra       |
| 32ª    | 2024 Detalhes | Barateiro                    | Female               |

### Por equipe
| Equipe                       | Cidade        | Títulos                                 | Vices                                                                        |
| ---------------------------- | ------------- | --------------------------------------- | ---------------------------------------------------------------------------- |
| Unochapecó/Female            | Chapecó       | 6 (2009, 2010, 2011, 2013, 2017 e 2023) | 12 (2007, 2008, 2012, 2014, 2015, 2016, 2018, 2019, 2020, 2021, 2022 e 2024) |
| Leoas da Serra               | Lages         | 5 (2018, 2019, 2020, 2021 e 2022)       | 2 (2017 e 2023)                                                              |
| Kindermann                   | Caçador       | 5 (2004, 2005, 2006, 2007 e 2008)       | 2 (2011 e 2013)                                                              |
| Barateiro                    | Brusque       | 5 (2012, 2014, 2015, 2016 e 2024)       | 0                                                                            |
| AA Amazonas                  | Florianópolis | 4 (1994, 1995, 1996 e 1997)             | 1 (1993)                                                                     |
| Popiolski FC                 | Chapecó       | 3 (2001, 2002 e 2003)                   | 1 (1999)                                                                     |
| ADRC Seara                   | Seara         | 1 (1998)                                | 1 (1997)                                                                     |
| Soc. Amigos da Lagoa         | Florianópolis | 1 (1993)                                | 1 (1992)                                                                     |
| GE Floresta                  | Videira       | 1 (1999)                                | 0                                                                            |
| Soc. S Ten. Sgt. de Blumenau | Blumenau      | 1 (1992)                                | 0                                                                            |
| APROFUCRI/UNESC              | Criciúma      | 0                                       | 7 (2001, 2002, 2004, 2005, 2006, 2009 e 2010)                                |
| A Esportiva SAL              | Florianópolis | 0                                       | 3 (1994, 1995 e 1996)                                                        |
| AA Lauro R. Zimmer           | Florianópolis | 0                                       | 1 (1998)                                                                     |
| AE Juventude                 | Sombrio       | 0                                       | 1 (2003)                                                                     |

### Por cidade
| #   | Cidade        | Títulos | Vices |
| --- | ------------- | ------- | ----- |
| 1º  | Chapecó       | 9       | 13    |
| 2º  | Florianópolis | 5       | 6     |
| 3º  | Caçador       | 5       | 2     |
| 4º  | Lages         | 5       | 2     |
| 5º  | Brusque       | 5       | 0     |
| 6º  | Seara         | 1       | 1     |
| 7º  | Blumenau      | 1       | 0     |
| 8º  | Videira       | 1       | 0     |
| 9º  | Criciúma      | 0       | 7     |
| 10º | Sombrio       | 0       | 1     |